# 伊利亚·哈伦
伊利亚·哈伦（英語：Ilya Kharun，2005年2月7日—），加拿大男子游泳运动员，2022年世界短池游泳锦标赛男子100米蝶泳银牌得主和混合4×50米混合泳接力铜牌得主、2024年夏季奥林匹克运动会男子200米蝶泳铜牌得主。